# Gardena, California
Gardena este un oraș din California, SUA. Se află la o altitudine de 15 m deasupra nivelului mării. Are o suprafață de 15,191071 km² și 15,19107 km². Populația este de 61.027 locuitori, determinată în 1 aprilie 2020, prin recensământ.